# Tariona
Tariona is een geslacht van spinnen uit de familie springspinnen (Salticidae).

## Soorten
De volgende soorten zijn bij het geslacht ingedeeld:
- Tariona albibarbis (Mello-Leitão, 1947)
- Tariona bruneti Simon, 1903
- Tariona gounellei Simon, 1902
- Tariona maculata Franganillo, 1930
- Tariona mutica Simon, 1903